# خانه جمال قدسیه
خانه جمال قدسیه مربوط به دوره صفوی است و در اصفهان، خیابان عبدالرزاق، کوی درب قصر واقع شده و این اثر در تاریخ ۲۹ شهریور ۱۳۵۳ با شمارهٔ ثبت ۹۹۶ به‌عنوان یکی از آثار ملی ایران به ثبت رسیده‌است.